# 鎌倉高校前車站

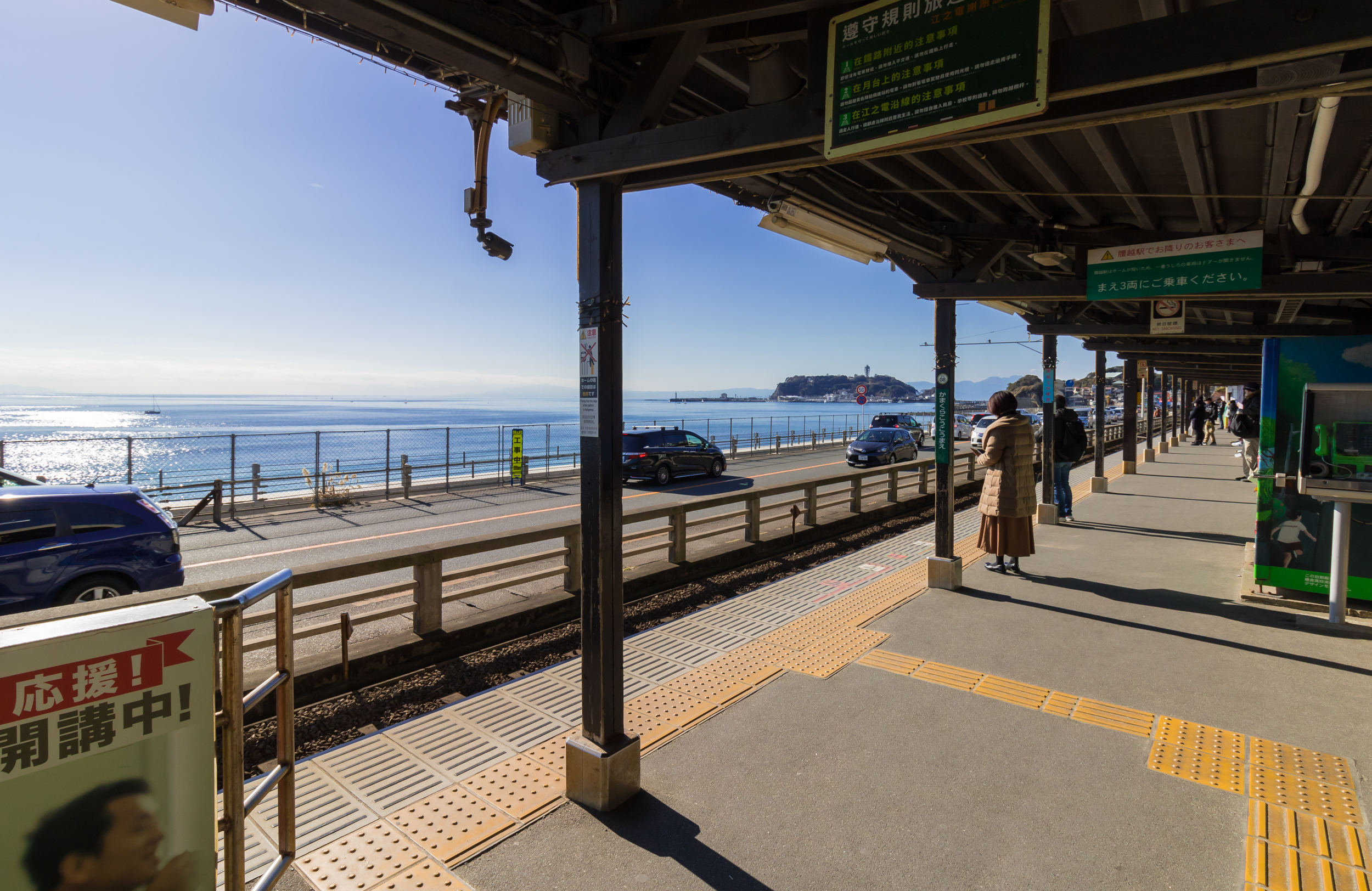
月台和遠方的江之島(2019年1月)

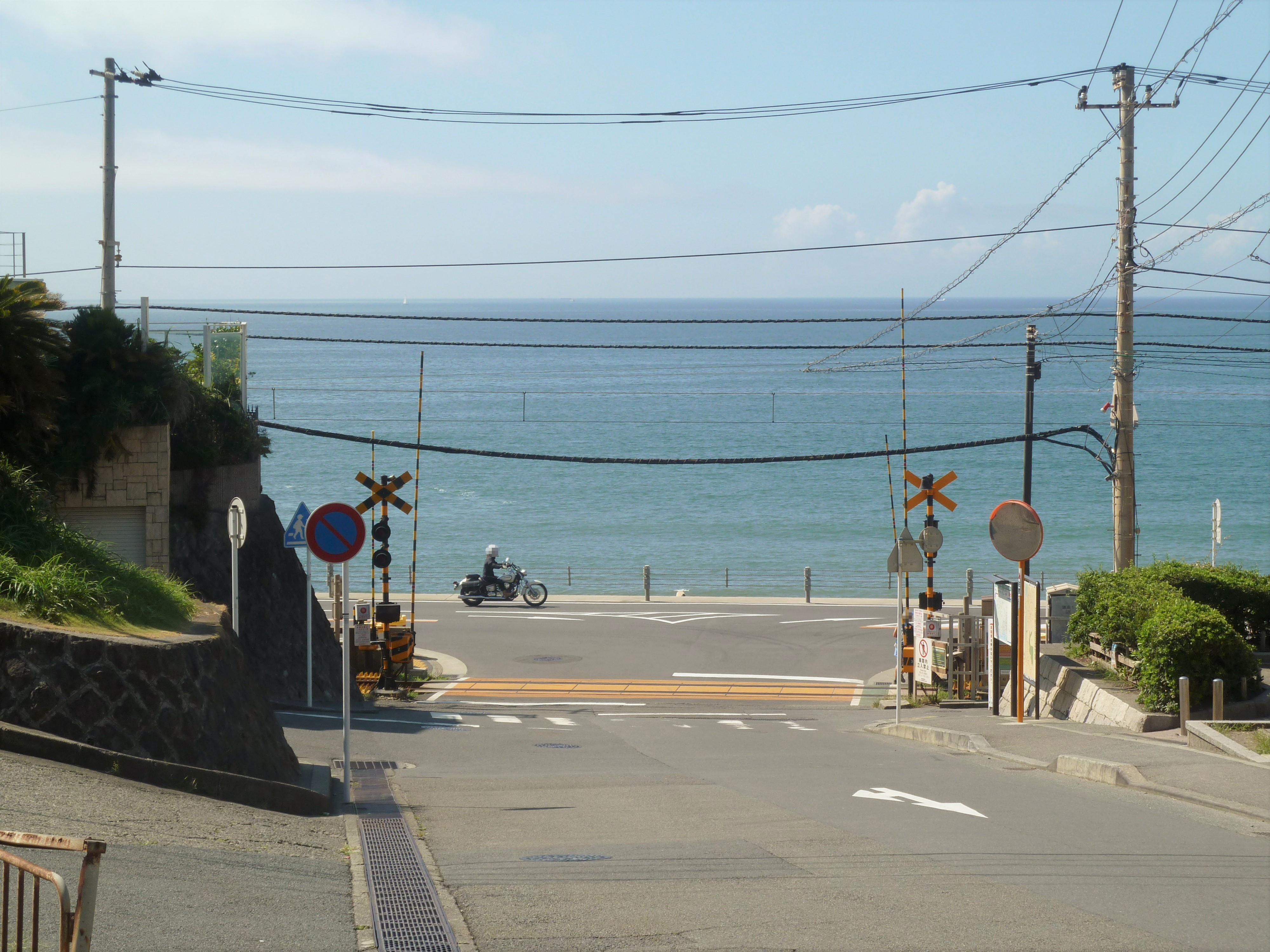
鎌倉高校前平交道

鎌倉高校前車站（日语：／ Kamakura-kōkō-mae eki */?）是由江之島電鐵（江之電）所經營的鐵路車站，位於日本神奈川縣鎌倉市境內，是江之島電鐵線沿線的無人車站。由於車站僅跟七里濱的海岸線隔著國道134號相望，因此站在月台上即能眺望海邊的風光。
本站在1903年初設站時原名日坂，並在1953年時根據緊鄰的神奈川縣立鎌倉高等學校改名為鎌倉高校前。1997年時，因為車站所在地可以見到海景，而成為首批入選「關東車站百選」的車站。
車站週邊有多部動漫、電視劇及廣告等作品取景，特別是東側的一處平交道，因為是同名漫畫改編的電視動畫《灌籃高手》主題曲以及《TARI TARI》動畫場景之一，吸引不少該作品的愛好者到此探訪拍照，但有部份人士擅自闖入未開放的鐮倉高校校園內拍照遊玩，造成該校的困擾。

## 車站結構
本站為側式月台1面1線的地面車站。

## 使用情況
2018年度1日平均上下車人次為4,395人，是江之島電鐵全部15個站中第7位。
近年1日平均上下車人次推移如下表。
| 年度               | 1日平均 上下車人次 | 1日平均 上車人次 | 來源     |
| ------------------ | ------------------ | ---------------- | -------- |
| 1995年（平成07年） |                    | 1,580            | [ * 1 ]  |
| 1998年（平成10年） |                    | 1,406            | [ * 2 ]  |
| 1999年（平成11年） |                    | 1,406            | [ * 3 ]  |
| 2000年（平成12年） |                    | 1,319            | [ * 3 ]  |
| 2001年（平成13年） |                    | 1,251            | [ * 4 ]  |
| 2002年（平成14年） |                    | 1,181            | [ * 5 ]  |
| 2003年（平成15年） |                    | 1,120            | [ * 6 ]  |
| 2004年（平成16年） |                    | 1,149            | [ * 7 ]  |
| 2005年（平成17年） |                    | 1,117            | [ * 8 ]  |
| 2006年（平成18年） |                    | 1,096            | [ * 9 ]  |
| 2007年（平成19年） |                    | 1,025            | [ * 10 ] |
| 2008年（平成20年） | 3,143              | 1,042            | [ * 11 ] |
| 2009年（平成21年） |                    | 1,069            | [ * 12 ] |
| 2010年（平成22年） |                    | 1,104            | [ * 13 ] |
| 2011年（平成23年） | 3,117              | 1,098            | [ * 14 ] |
| 2012年（平成24年） | 3,468              | 1,707            | [ * 15 ] |
| 2013年（平成25年） | 3,596              | 1,834            | [ * 16 ] |
| 2014年（平成26年） | 3,618              | 1,847            | [ * 17 ] |
| 2015年（平成27年） | 3,825              | 1,950            | [ * 18 ] |
| 2016年（平成28年） | 3,967              | 2,018            | [ * 19 ] |
| 2017年（平成29年） | 4,058              | 2,080            |          |
| 2018年（平成30年） | 4,395              |                  |          |

## 歷史
- 1903年（明治36年）6月20日－以「日坂車站」的名義開業。
- 1953年（昭和28年）8月20日－改稱「鎌倉高校前車站」。
- 1997年（平成9年）－入選首批關東車站百選的車站。

## 相鄰車站
江之島電鐵
 江之島電鐵線
腰越（EN07）－鎌倉高校前（EN08）－（峰原信號場）－七里濱（EN09）

## 外部連結
- 鎌倉高校前站 （页面存档备份，存于） - 江之島電鐵

35°18′24.1″N 139°30′2″E / 35.306694°N 139.50056°E